# Купріянівська сільська рада
Купріянівська сільська рада — сільська рада на півдні Вільнянського району Запорізької області з адміністративним центром у селі Купріянівка.

## Загальні відомості
Історична дата утворення: в 1976 році. Водоймища на території, підпорядкованій даній раді: Московка.

## Населені пункти
До складу сільської ради входить 5 сіл:
- c. Купріянівка — населення 468 осіб
- c. Бекарівка — населення 219 осіб
- c. Мала Купріянівка — населення 71 особа
- c. Троянди — населення 130 осіб
- c. Яковлеве — населення 146 осіб

Загальна кількість населення становить 1034 особи. Площа території — 6,104 тис. га.

## Склад ради
Рада складається з 16 депутатів та голови.

### Керівний склад ради
| ПІБ                           | Основні відомості                                            | Дата обрання | Дата звільнення |
| ----------------------------- | ------------------------------------------------------------ | ------------ | --------------- |
| Кононова Ніна Григорівна      | Сільський голова, 1963 року народження, освіта, позапартійна | 26.03.2006   | 31.10.2010      |
| Грона Володимир Олександрович | Сільський голова, 1950 року народження, освіта вища          | 31.10.2010   |                 |

Примітка: таблиця складена за даними джерела